# Чепелі (Хмільницький район)
Че́пелі — село в Україні, в Уланівській сільській громаді Хмільницького району Вінницької області. Населення становить 190 осіб.